# Бернд II фон Молтцан
Бернд II фон Молтцан/фон Малтцан (на немски: Bernd II von Moltzan; Bernd II. von Maltzan; „Der Böse Bernd“; пр. 1474; † пр. 24 август 1525 във Волде в Мекленбург) от стария род Молтцан/Малтцан е господар на Волде във Мекленбург-Предна Померания и Нойбург във Витенберге в Бранденбург. Той е известен преди всичко като „крадлив рицар“ и е наричан също Лошия Бернд.
Той е син на Йоахим (Ахим) Молтцан († 1472/1474) и Маргарета Фос. Родът живее от 1428 г. в замък Волде.
През 1474 г. Бернд участва в нападение на херцог Магнус II фон Мекленбург, който пътува за свадбената си подготовка в Щетин. 
На 29 август 1491 г. замъкът му е завладян и разрушен от херцог Богислав X от Померания и войските му. Бернд бяга в Бранденбург и ги обвинява пред императора. Бернд по-късно е пленен и две години е в окови в Демин. Той се кълне в мир на 28 юли 1498 г. и получава обратно собственостите си и титлата.
Чрез роднината на съпругата му Гьодел (Гунделина) фон Алвенслебен, Бусо VIII фон Алвенслебен/I († 1493), епископ на Хавелберг,  Бернд купува 1491 г. имения в Бранденбург. На 18 юли 1501 г. той купува замък Пенцлин от мекленбургските херцози, който е заложен още от 1414 г. на фамилията Малтан. Така той получава титлата херцогски таен съветник на Мекленбург.
През есента 1505 г. Фридрих фон Пфуел (* 1460; † 1527), по време на конфликт с меклембургските херцози, взема в плен Йоахим и Лудолф, синовете на Бернд. Те са освободени след две години и Фридрих фон Пфуел получава 4 500 златни гулден.
Син му Йоахим I е издигнат 1530 г. от крал Фердинанд от Бохемия на фрайхер на Малтцан, фрайхер на Вартенберг и Пенцлин и променя името си на фон Малтцан.

## Фамилия
Бернд II фон Молтцан се жени ок. 1489/1490 г. за Гьодел (Гунделина) фон Алвенслебен († сл. 2 декември 1529/или 1537), дъщеря на Лудолф III фон Алвенслебен († сл. 1437) и Армгард/Ермгард фон Хонлаге (* ок. 1396). Те имат два сина:
- Йоахим I фон Малтцан (* 1492 в дворец Нойбург; † 20 януари 1556), фрайхер на Малтцан, фрайхер на Вартенберг и Пенцлин, императорски фелдмаршал, женен август 1523 г. за Бернхардина фон Валдщайн († 29 декември 1575)
- Лудолф